# William S. Gilbert
William Schwenck Gilbert (Londen, 18 november 1836 – aldaar, 29 mei 1911) was een Engels toneelschrijver, librettist en illustrator, het meest bekend door de veertien komische opera's die hij in samenwerking met de componist Arthur Sullivan produceerde, zoals "H.M.S. Pinafore", "The Pirates of Penzance", en een van de meest opgevoerde stukken in de geschiedenis van het muziektheater, "The Mikado". Deze stukken en de meeste van de andere 'Savoy-operas' worden nog steeds veel in de Engelssprekende wereld opgevoerd door operagezelschappen, operettegezelschappen en amateurs over de gehele wereld. Teksten uit deze werken zijn in de Engelse taal een eigen leven gaan leiden en worden nog steeds veel geciteerd.

## Operettes (met Sullivan)
- Trial By Jury (1875)
- The Sorcerer (1877)
- H.M.S. Pinafore (1878)
- The Pirates of Penzance (1880)
- Patience (1881)
- Iolanthe (1882)
- Princess Ida (1884)
- The Mikado (1885)
- Ruddigore (1887)
- The Yeomen of the Guard (1888)
- The Gondoliers (1889)
- Utopia Limited (1893)
- The Grand Duke (1896)